# 더 아레나
더 아레나(영어: The Arena)은 캐나다 온타리오주 오타와에 위치한 실내 경기장이다. 과거 NHA/NHL 오타와 세너터스의 홈경기장으로 사용했다.